# Richard Long (acteur)
Pour les articles homonymes, voir Richard Long et Long.
Richard Long est un acteur américain né le 17 décembre 1927 à Chicago (Illinois) et décédé le 21 décembre 1974 à Los Angeles (Californie).

## Filmographie partielle

### comme acteur
- 1946 : Demain viendra toujours (Tomorrow Is Forever) : Drew Hamilton
- 1946 : Le Criminel (The Stranger) : Noah Longstreet
- 1946 : La Double Énigme (The Dark Mirror) : Rusty
- 1947 : L'Œuf et moi (The Egg and I) : Tom Kettle
- 1948 : Le Sang de la terre (Taps Roots) : Bruce Dabney
- 1949 : Pour toi j'ai tué (Criss Cross) : Slade Thompson
- 1949 : Ma and Pa Kettle : Tom Kettle
- 1949 : The Life of Riley (en) d'Irving Brecher (en) : Jeff Taylor
- 1950 : Ma and Pa Kettle Go to Town : Tom Kettle
- 1950 : Kansas en feu (Kansas Raiders) : Frank James
- 1951 : Air Cadet : Russ Coulter
- 1951 : Ma and Pa Kettle Back on the Farm : Tom Kettle
- 1952 : Back at the Front : Sfc. Rose
- 1953 : Désir de femme (All I Desire) : Russ Underwood
- 1953 : All American : Howard Carter
- 1954 : La Brigade héroïque (Saskatchewan) : Scanlon
- 1954 : Fille de plaisir (Playgirl) : Barron Courtney III
- 1955 : Le Culte du cobra (Cult of the Cobra) : Paul Abel
- 1956 : Fury at Gunsight Pass : Roy Hanford
- 1956 : Rira bien (He Laughed Last) de Blake Edwards : Jimmy Murphy
- 1959 : La Nuit de tous les mystères (House on Haunted Hill) : Lance Schroeder
- 1959 : Tokyo After Dark : Sgt. Robert Douglas
- 1962 : la quatrième dimension (TV) Saison 3 Épisode 27 (diffusé le 23 mars) : Personne Inconnue (Person Or Persons Unknown)
- 1963 : la quatrième dimension (TV) Saison 5 Épisode 17 : Portrait d'une jeune fille amoureuse (Number Twelve Looks Just Like You)
- 1963 : Follow the Boys : Lt. Peter Langley
- 1964 : The Tenderfoot (TV) : Paul Durand
- 1964 : Juokse kuin varas : V. Bartley Lanigan, « Bart »
- 1965-1969 : La Grande Vallée (The Big Valley) (série télévisée) : Jarrod Barkley
- 1970 : Nanny et le professeur (Nanny and the Professor) (série télévisée) : Prof. Harold Everett
- 1973 : Thicker Than Water (en) (série télévisée) : Ernie Paine
- 1974 : The Girl Who Came Gift-Wrapped (TV) : Michael Green
- 1974 : Death Cruise (TV) : Jerry Carter